# Grandview (Washington)
Grandview je grad u američkoj saveznoj državi Washington. Prema popisu stanovništva iz 2010. u njemu je živjelo 10.862 stanovnika.